# Callipepla squamata
Callipepla squamata е вид птица от семейство Odontophoridae.

## Разпространение
Видът е разпространен в Мексико и САЩ.